# Dark Magus
Dark Magus är ett livealbum av Miles Davis, inspelat 1974 i Carnegie Hall i New York. Det gavs ut 1977 i Japan och 1997 i USA. Albumet fanns 2001 med på tidningen Q:s lista över de 50 tyngsta albumen.

## Låtlista
Skiva ett
1. "Moja, Pt. 1" - 12:28
2. "Moja, Pt. 2" - 12:40
3. "Wili, Pt. 1" - 14:20
4. "Wili, Pt. 2" - 10:44

Skiva två
1. "Tatu, Pt. 1" - 18:47
2. "Tatu, Pt. 2" - 6:29
3. "Nne, Pt. 1" - 15:19
4. "Nne, Pt. 2" - 10:11

## Medverkande
- Pete Cosey - gitarr
- Miles Davis - orgel, trumpet
- Al Foster - trummor
- Dominique Gaumont - gitarr
- Michael Henderson - bas
- Azar Lawrence - tenorsaxofon
- David Liebman - flöjt, sopransaxofon, tenorsaxofon
- Reggie Lucas - gitarr
- James Mtume - percussion